# 内ヶ島氏理
内ヶ島 氏理（内ヶ嶋 氏理、うちがしま うじまさ/うじとし）は、戦国時代から安土桃山時代にかけての武将。内ヶ島氏第5代かつ最後の当主。飛騨国帰雲城主。1586年（天正13年）の天正地震で帰雲城崩壊に遭い、一族とともに被災死した（内ヶ島氏の滅亡）。

## 出自
内ヶ島氏は飛騨の国人。所領である白川郷は峻険な地域であり、又それ故の国力の乏しさから歴代の内ヶ島氏当主はもっぱら白川郷の統治に専念し、外征という形で周辺地域の戦国史に顔を出すことはなかった。

## 略歴
系図ははっきりしないが、幼少で当主となったと考えられている。家臣団に支えられ長じた。
天正4年（1576年）から6年（1578年）にかけては上杉謙信及び上杉氏に臣従していた姉小路頼綱の侵攻を受けたが、どちらも撃退に成功している。この戦いを切り抜けた氏理は謙信没後に北陸地方に勢力を伸ばしてきた織田政権、とりわけ越中国に勢力を築いた佐々成政との接触を図り始める。白川郷に強大な勢力を誇り、飛騨全土の浄土真宗の中心でもあった照蓮寺に対抗するため、同じく浄土真宗の石山本願寺と戦っていた織田政権からの応援を見込んだと推測する説がある。天正10年（1582年）、越中に侵入してきた上杉景勝と戦う佐々成政陣営に援軍を派遣している。上杉氏と織田氏（佐々）の攻防が続き、6月3日、上杉方の越中の拠点であった魚津城が陥落した。ところがこの前日2日、京都では織田信長が本能寺の変により死亡しており、織田氏（佐々）による上杉攻めの戦線も一旦中断することとなった。これにより内ヶ島軍も帰郷した。
天正11年（1583年）9月29日、領内の山河へ立ち入ることを禁止した取り決めが守られなくなってきたために､違反した者は註交名承(名前を聞いて記して､徹底的に追求する)すると､氏理はその再確認を照蓮寺にさせている。
天正13年（1585年）8月に佐々成政が羽柴秀吉の侵攻（富山の役）を受け、内ヶ島軍は佐々の援軍として越中に赴いた。羽柴秀吉は同時に、佐々の同盟者である姉小路氏と内ヶ島氏の拠る飛騨国の攻略を金森長近に命じた。しかし頼みの佐々成政が秀吉の大軍の前に戦わずして剃髪して恭順してしまい、氏理も留守中に家臣の内応があり帰雲城を金森長近に奪われた。姉小路氏は所領を全て奪われ降伏、氏理もまた金森長近を通じて羽柴方に降伏し、内ヶ島氏の家名と所領の安堵はされたが、飛騨一国を治めることになった長近に従属することとなった。
同年11月29日、帰雲城において和睦成立を祝う宴を翌日に控え、氏理本人はもちろん、娘婿の東常堯や嫡男・氏行など内ヶ島一族、重臣、家臣の主だった者が前日から勢揃いしていた。しかし同日深夜に天正地震が発生すると、帰雲城は帰雲山の山崩れに巻き込まれて崩壊し、完全に埋没。これにより内ヶ島氏の一族郎党は一夜にして滅亡した。

## 親族
仏門にあった氏理の実弟・経聞坊（きょうもんぼう）のみは宴席に参加しなかったことで地震から逃れ、この地震に関する書物（経聞坊文書）を残した。他にも譜代家臣で内ヶ島氏の血族でもあった山下時慶・山下氏勝父子が生き延びている。のちに氏勝は江戸幕府成立後の尾張藩に仕え、大規模な都市移転「清洲越し」の立役者となった。

## その他
帰雲城跡には埋蔵金伝説があるが、この埋蔵金伝説は古くから白川地域に伝わっていたわけではなく、実際は1970年（昭和45年）頃に内ヶ島氏の末裔を称した白川村出身の人物が喧伝した話を、『大阪日日新聞』などが紙面に掲載したところから拡散したものであるということが指摘されている。

## 参考論文
- 安達正雄「白山大地震により埋没した「帰雲城」と「木舟城」」『日本海域研究所報告』8号、1976年。
- 安達正雄「白山大地震により埋没した「帰雲城」と「木舟城」―第2報 両城主の家系図の検討―」『日本海学会誌』1号、1977年。
- 安達正雄「白山大地震により埋没した「帰雲城」と「木舟城」―第3報 内ヶ島系図と石黒氏系図の研究―」『日本海域研究所報告』9号、1977年。
- 安達正雄「白山大地震により埋没した「帰雲城」と「木舟城」―第4報 内ヶ島氏および石黒氏の家臣達―」『日本海学会誌』2号、1978年。
- 安達正雄「白山大地震により埋没した「帰雲城」と「木舟城」―第5報 両城主と一向一揆―」『日本海域研究所報告』10号、1978年。
- 安達正雄「白山大地震により埋没した「帰雲城」と「木舟城」―第6報 両城主をめぐる地震の被害、震度分布、余震等について―」『日本海学会誌』3号、1979年。
- 安達正雄「帰雲城主・内ヶ嶋氏の歴史と家系」『北陸都市史学会会報』8号、1986年。
- 安達正雄「飛騨帰雲城と城主・内ヶ嶋氏の史実を探る― 天正大地震の土石流で城と城下町が埋没し、放置されて四百二十年に当り―」『石川郷土史学会々誌』39号、2006年。
- 安達正雄「五箇山文献に秘められた飛騨・内ヶ嶋氏の史実について―五箇山と川上三箇庄の一部は室町末期､実は内ヶ嶋氏の領地だった?―」『石川郷土史学会々誌』40号、2007年。
- 安達正雄「木舟城を陥没させ帰雲城を埋没させた天正大地震の真相―天正大地震は連続多発地震だった―」『石川郷土史学会々誌』42号、2009年。
- 福井重治 著「飛騨の金銀山と山城」、小菅徹也 編『金銀山史の研究』高志書院、2000年。